# Костел Різдва Пресвятої Діви Марії (Бурдяківці)
Косте́л Різдва Пресвятої Діви Марії в Бурдяківцях — культова споруда, парафіяльний римо-католицький храм у селі Бурдяківці Тернопільської області України.  Пам'ятка архітектури місцевого значення.

## Відомості
Громада чисельністю від двох до трьох сотень вірних до Другої світової війни належала до парафії Успіння Пресвятої Діви Марії в Скалі (Подільській). 
У 1909 р. тут завдяки місцевим власникам (родині Голуховських) було споруджено та освячено мурований філіальний неоготичний костел (інформація про заснування храму в 1871 році, швидше за все, не відповідає дійсності — вперше святиня в Бурдяківцях згадується в схематизмі за 1912 рік; у джерелах костел також інколи датується 1900 роком).